# Kapínyala
El kapínyala es el antiguo nombre sánscrito del francolín (ave de la familia de los faisánidos, que incluye a los gallos, los faisanes, los pavos y las perdices).
Aparece mencionado por primera vez en el Rigveda (el texto más antiguo de la India, de mediados del II milenio a. C.), donde se le dedican dos himnos (como si el francolín fuera un dios védico).
El Anukramaniká explica esta contradicción del Rigveda: «kapinyala-rupindro-devatá» (‘ese francolín era la forma [rupá] del dios Indra’).

## Nombre
- kapíñjala, en el sistema AITS (alfabeto internacional para la transliteración del sánscrito).[3]
- कपिञ्जल, en escritura devanagari del sánscrito.[3]
- Pronunciación: /kapínshala/, en sánscrito.[3]
- Etimología: se desconoce.[3] Tentativamente se puede descomponer en dos palabras:
  - kapí: ‘mono, simio, color café’
  - yala: ‘agua’

## Desambiguación[3]
- kapíñjala (sustantivo masculino): francolín perdiz (llamado «francoline partridge», en inglés); según el Shatapatha-bráhmana, el médico Súsruta, el Vāyasanei samjitá y el Taittiríia-samjita,
- kapínyala: otro nombre del ave chataka (Cuculus melanoleucus o ‘cucú negro y blanco’).
- kapínyala: el ave Urogallus maculatus
- kapínyala: nombre de un tipo de gorrión; según el libro de fábulas Pañcha-tantra.
- Kapínyala: nombre de un vidia dhara; según el Balaramaiana.
- Kapínyala: nombre de un hombre; según el Kadambari.
- Kapínyala: nombre de un río nombrado en el Visnú-purana.
- Kapinyalarma: nombre de una antigua ciudad. Según el gramático Panini (6-2, 90), mencionado en el Kashika-vriti.
- kapínyala-niaia: ‘la lógica de los kapínyalas’, para los que incluso el 3 es un número grande. Aparece en una explicación de Saiana al verso 3, 56, 5 del Rigveda[4][5]

## Descripción
El kapínyala es un ave de buen agüero con una dulce voz melodiosa como una flauta, cuyo canto se compara con la recitación de los cantantes del Sama-veda. Los que invocan a esta ave del cielo oran por la protección de la perdiz del ataque del halcón o del águila y de las flechas del cazador. Se asocia con la buena suerte y los buenos augurios.
Al menos dos himnos del Rigveda se ofrecen a esta ave mística de notas melodiosas.

## Indra crea el kapínyala
En el Rigveda se explica la leyenda de la creación del kapínyala. Allí se describe que el dios Indra (el dios principal del panteón de dioses de la India, en la época del Rigveda) vivía en un estado de hostilidad contra el sabio Tuastri y su hijo Visuárupa, y que finalmente causó la muerte de ambos.
Visuárupa tenía tres cabezas: una era bebedora de la droga soma, otra bebedora de vino y la otra comedora de alimentos. En una ocasión Indra declaró en público que solo los dioses deberían compartir el fruto de los sacrificios (la droga soma); pero en privado dijo que los asuras (demonios) también podrían participar.
Según una tradición de la época, las promesas privadas se tenían que cumplir igual que las públicas. Entonces Indra temió que los asuras, al poder tomar una parte del soma, se envalentonaran y fueran capaces de vencerlo. Por eso tomó su vashra (rayo) y le cortó las tres cabezas a Visuárupa. Las tres cabezas se convirtieron en pájaros: la bebedora de soma se convirtió en una kapínyala (porque el soma era de color café), la bebedora de vino se convirtió en un kalavinka (gorrión) porque los hombres borrachos hacen un gorjeo parecido al de un gorrión, la devoradora de comida se convirtió en una tittiri (‘perdiz’), que por eso tiene variedades de colores, porque su cuerpo parece salpicado de ghi (mantequilla clarificada) y miel.
Tuastri, enojado porque Indra había matado a su hijo, hizo una libación de soma para los devas pero no invitó a Indra. Indra se enteró, llegó hasta donde se estaba haciendo el sacrificio y tomó a la fuerza el recipiente de soma y lo bebió. Pero tomó más de lo que era bueno para él. Tuastri, iracundo, interrumpió el sacrificio, y tomó algunas gotas de soma del recipiente para dar curso a una maldición. Empleó la fórmula mágica correcta para representar la muerte de Indra, pero debido a los efectos del soma, se equivocó en la acentuación de la última palabra. Entonces, en vez de asesinar a Indra, fue asesinado por Indra.

## Fábula budista
La historia del kapínyala es un popular cuento yataka. La fábula cuenta que cuatro animales vivían juntos en el bosque: un kapínyala, un elefante, un mono y una liebre. Ellos eligen el kapínyala como su jefe y viven en armonía y respeto mutuo.
El kapínyala representa a Sakiamuni (Buda) y los tres otros tres animales representan a tres de sus discípulos principales:
- el elefante a Ananda,
- el mono a Maudgaliaiana (otro discípulo de Buda)[10] y
- la liebre a Sariputra.[8]